# Hans Pabstmann
Hans Pabstmann (* 15. August 1896 in Kronach; † 31. Dezember 1950 ebenda) war ein deutscher Politiker der BVP und der CSU, Landtagsabgeordneter und Landrat.

## Leben
Pabstmann erlernte das Handwerk des Schirmmachers und zog danach auf Wanderschaft durch das Rheinland und Baden. Im Ersten Weltkrieg diente er als Soldat. 1918 kehrte er als Kriegsversehrter vom Felde in seine Heimatstadt zurück, in der er ein eigenes Geschäft gründete. Daneben engagierte er sich seit seinen Wanderjahren in Gesellen- und Arbeitervereinen.

## Politik
In der Zwischenkriegszeit schloss er sich der BVP an und war dort Ortsführer der Bayernwacht. Während der Zeit des Nationalsozialismus litt er unter den Repressalien des Regimes. 1945 beteiligte er sich an der Gründung des Orts- und Kreisverbandes der CSU in Kronach, deren Kreisvorsitzender er auch wurde. 1946 wurde er zum Landrat des Landkreises Kronach ernannt. Im selben Jahr gehörte er der Verfassunggebenden Landesversammlung an. Bei der anschließenden Landtagswahl wurde er in den ersten Bayerischen Landtag gewählt, dem er eine Wahlperiode lang bis 1950 angehörte. Aus dem Amt des Landrats schied er bereits 1948 aus.